# Dipcadi platyphyllum
Dipcadi platyphyllum är en sparrisväxtart som beskrevs av John Gilbert Baker. Dipcadi platyphyllum ingår i släktet Dipcadi och familjen sparrisväxter. Inga underarter finns listade i Catalogue of Life.